# Acid fluorosulfuric
Acid fluorosulfuric là một acid vô cơ có công thức hóa học là HSO3F. Nó là một trong những acid mạnh nhất có trên thị trường. Nó là một phân tử có dạng tứ diện và giống với acid sulfuric, nhưng một trong các nhóm hydroxyl được thay thế bằng một nguyên tử fluor. Nó là một chất lỏng không màu, mặc dù các mẫu thương mại thường có màu vàng.

## Tính chất hóa học
Acid fluorosulfuric là một chất lỏng không màu, chảy tự do. Nó có thể hòa tan trong các dung môi hữu cơ phân cực (ví dụ: nitrobenzen, acid acetic và ethyl acetat), nhưng kém hòa tan trong các dung môi không phân cực như alkan. Về tính acid mạnh của nó, nó hòa tan hầu hết các hợp chất hữu cơ, thậm chí là nó hấp thụ các proton yếu. HSO3F thủy phân chậm thành hydro fluoride (HF) và acid sulfuric. Acid triflic (CF3SO3H) vẫn giữ được tính acid mạnh như HSO3F nhưng bền hơn về mặt thủy phân. Quá trình tự ion hóa của acid fluorosulfuric xảy ra:
2HSO3F ⇌ [H2SO3F]+ + [SO3F]−      K = 4.0 × 10−8 (ở 298 K)

## Điều chế
Acid fluorosulfuric được điều chế bằng cách cho HF phản ứng với lưu huỳnh trioxide:
SO3 + HF → HSO3F
Ngoài ra, KHF2 hoặc CaF2 có thể phản ứng với oleum ở 250 °C. Sau khi loại bỏ HF bằng cách sục khí trơ, HSO3F có thể được chưng cất trong bình hoặc lọ thủy tinh.

## Siêu acid
HSO3F là một trong những acid Brønsted đơn giản mạnh nhất được biết đến, mặc dù acid gốc carboran vẫn mạnh hơn. Nó có giá trị H0 là −15,1 so với −12 của acid sulfuric. Sự kết hợp giữa HSO3F và acid Lewis là antimon pentafluoride tạo ra acid magic, là một chất proton hóa mạnh hơn nhiều. Tất cả các acid này đều thuộc loại siêu acid, loại acid mạnh hơn acid sulfuric 100%.

## Các ứng dụng
HSO3F rất hữu ích để tái tạo lại hỗn hợp HF và H2SO4, dùng để khắc pha lê.
HSO3F đồng phân hóa alkan và alkyl hóa hydrocarbon với alken, mặc dù không rõ liệu các ứng dụng đó có tầm quan trọng về mặt thương mại hay không. Nó cũng có thể được sử dụng như một chất fluor hóa trong phòng thí nghiệm.

## An toàn
Acid fluorosulfuric được coi là chất có độc tính cao và có tính ăn mòn cực kỳ cao. Nó thủy phân và giải phóng khí hydro fluoride (HF) rất độc. Việc thêm nước vào HSO3F có thể gây nguy hiểm, tương tự như việc thêm nước vào acid sulfuric nhưng phản ứng xảy ra mãnh liệt hơn nhiều.